# Florin Cîțu
Florin-Vasile Cîțu (ur. 1 kwietnia 1972 w Bukareszcie) – rumuński polityk i ekonomista, senator, w latach 2019–2020 minister finansów publicznych, w latach 2020–2021 premier Rumunii, od 2021 do 2022 przewodniczący Partii Narodowo-Liberalnej, w latach 2021–2022 przewodniczący Senatu.

## Życiorys
Kształcił się w Stanach Zjednoczonych. W 1996 został absolwentem ekonomii i matematyki w Grinnell College. W 1999 uzyskał magisterium na Iowa State University. Zawodowo związany z sektorem finansowym i bankowym, w tym przez kilka lat z rumuńskim oddziałem ING. Był tam głównym ekonomistą (2006–2007) i dyrektorem do spraw rynków finansowych (2007–2011). Prowadził także własną działalność w branży konsultingowej. W wyborach w 2016 z ramienia Partii Narodowo-Liberalnej (PNL) został wybrany w skład Senatu. W 2017 stanął na czele senackiej frakcji swojego ugrupowania.
W listopadzie 2019 w nowo powołanym rządzie Ludovika Orbana objął urząd ministra finansów publicznych. W lutym 2020, kilka tygodni po przegłosowaniu wotum nieufności dla gabinetu, prezydent Klaus Iohannis powierzył mu misję stworzenia nowego rządu. Zrezygnował z niej jednak w marcu przed głosowaniem w parlamencie. Umożliwiło to w tym samym miesiącu pilne (w obliczu panującej pandemii COVID-19) powołanie drugiego gabinetu Ludovika Orbana, w którym Florin Cîțu zachował stanowisko ministra finansów.
W grudniu 2020 po raz drugi wszedł w skład izby wyższej rumuńskiego parlamentu. Kilkanaście dni po wyborach PNL podpisała porozumienie ze Związkiem Zbawienia Rumunii, partią PLUS oraz Demokratycznym Związkiem Węgrów w Rumunii o utworzeniu koalicji rządowej. Florin Cîțu został oficjalnym kandydatem tych ugrupowań na premiera. 22 grudnia Klaus Iohannis desygnował go na tę funkcję, powierzając mu misję utworzenia gabinetu. Następnego dnia rząd został zatwierdzony przez parlament większością 260 głosów. Gabinet Florina Cîțu rozpoczął funkcjonowanie tego samego dnia po tym, jak prezydent podpisał dekret o jego powołaniu i dokonał zaprzysiężenia członków rządu.
We wrześniu 2021, w trakcie trwającego kryzysu politycznego związanego z odejściem z rządu przedstawicieli USR PLUS, Florin Cîțu został nowym przewodniczącym Partii Narodowo-Liberalnej, pokonując dotychczas kierującego ugrupowaniem Ludovika Orbana. Na początku października 2021 parlament przegłosował wobec jego gabinetu wotum nieufności. Ostatecznie 25 listopada 2021 na funkcji premiera zastąpił go związany również z PNL Nicolae Ciucă. Dwa dni wcześniej Florina Cîțu wybrano natomiast na przewodniczącego Senatu (objął tę funkcję 26 listopada 2021). W kwietniu 2022 zrezygnował ze stanowiska przewodniczącego PNL. W czerwcu tegoż roku, po utracie partyjnej rekomendacji, ustąpił z funkcji przewodniczącego Senatu.

## Odznaczenia
- Order „Za zasługi” I stopnia (Ukraina, 2021)[16]